# Gastón Ávila
Gastón Ávila (Rosario, Provincia de Santa Fe, Argentina; 30 de septiembre de 2001), es un futbolista argentino que se desempeña como defensor y su equipo es el Fortaleza Esporte Clube de la Serie A de Brasil.
Fue internacional con la selección de fútbol sub-20 de Argentina.

## Biografía
Ávila nació el 30 de septiembre de 2001 en Rosario. Es hermano del delantero del Real Betis Balompié, Chimy Ávila.

## Trayectoria

### Divisiones inferiores
Gastón Ávila nació en la ciudad de Rosario y se crio junto a sus ocho hermanos en el barrio de Empalme Graneros. Comenzó jugando en el club Morning Star de la zona oeste de la ciudad y de pequeño fue transferido a Tiro Federal, donde también jugaba su hermano Ezequiel.
En el año 2013 mediante un convenio que Tiro Federal había firmado con Rosario Central fue transferido a las inferiores del conjunto auriazul. En las categorías juveniles de Central jugó 92 partidos y anotó 32 goles, siendo capitán de su categoría. En el año 2018 comenzó a jugar en la división reserva dirigida por el Kily González.
A comienzos de 2019, sin todavía haber firmado un contrato profesional, fue transferido a Boca Juniors por $5 000 000 de pesos de la época. Allí continuó jugando en las divisiones juveniles del club.

### Boca Juniors
Fue tenido en cuenta a principios de 2019 por el entonces DT xeneize Gustavo Alfaro. Disputando un encuentro amistoso frente al Club Atlético Banfield sufrió una lesión de gravedad que lo alejó de las canchas durante todo aquel año.
Finalmente debutó en Primera de la mano de Miguel Ángel Russo el 2 de febrero de 2020 contra el Club Atlético Talleres por la jornada 18 de la Superliga 2019-20.

### Rosario Central
En febrero del 2021, Gastón, fue cedido a Rosario Central hasta el 31 de diciembre de dicho año por una suma de US$120 000. Disputó 35 partidos con el club y convirtió 3 goles.

### Vuelta a Boca Juniors
En 2022, retomó al conjunto de la Ribera para disputar la Copa Libertadores, la Copa de la Liga y la Copa Argentina. El 22 de mayo de ese mismo año, Boca ganó la Copa de la Liga Profesional 2022, este fue el cuarto título de Ávila con el Xeneize en tan solo 2 años de carrera.

### Royal Antwerp
En julio del 2022, se confirmó su venta al Royal Antwerp, por 4.5 millones de dólares y firmó contrato hasta 2027.

### Ajax de Ámsterdam
El 22 de agosto de 2023, se convirtió en refuerzo del Ajax de Ámsterdam de la Eredivisie, por 12.5 millones de dólares y firmó contrato hasta el 30 de junio de 2028.

## Selección nacional

### Selección juvenil
En el año 2018 fue convocado por el entrenador Lionel Scaloni para disputar el Torneo Sub-20 de la Alcudia, en donde se consagró campeón.

### Selección mayor
En noviembre de 2021 fue convocado por primera vez por Lionel Scaloni a la selección argentina junto con otros juveniles promesas del fútbol argentino. Solamente fue parte de los entrenamientos y no integró el banco de suplentes ni contra Brasil ni contra Uruguay.

## Estadísticas

### Clubes
Actualizado hasta su último partido disputado el 29 de julio de 2025.
| Club                             | Div.          | Temporada     | Liga  | Liga  | Liga   | Copas nacionales | Copas nacionales | Copas nacionales | Torneos internacionales | Torneos internacionales | Torneos internacionales | Total | Total | Total  |
| Club                             | Div.          | Temporada     | Part. | Goles | Asist. | Part.            | Goles            | Asist.           | Part.                   | Goles                   | Asist.                  | Part. | Goles | Asist. |
| -------------------------------- | ------------- | ------------- | ----- | ----- | ------ | ---------------- | ---------------- | ---------------- | ----------------------- | ----------------------- | ----------------------- | ----- | ----- | ------ |
| C. A. Boca Juniors Argentina     | 1.ª           | 2019-20       | 1     | 0     | 0      | —                | —                | —                | —                       | —                       | —                       | 1     | 0     | 0      |
| C. A. Boca Juniors Argentina     | 1.ª           | 2020-21       | —     | —     | —      | 4                | 0                | 0                | —                       | —                       | —                       | 4     | 0     | 0      |
| C. A. Boca Juniors Argentina     | 1.ª           | 2022          | 1     | 0     | 0      | 4                | 0                | 0                | 2                       | 0                       | 0                       | 7     | 0     | 0      |
| C. A. Boca Juniors Argentina     | Total club    | Total club    | 2     | 0     | 0      | 8                | 0                | 0                | 2                       | 0                       | 0                       | 12    | 0     | 0      |
| C. A. Rosario Central Argentina  | 1.ª           | 2021          | 17    | 3     | 0      | 10               | 0                | 0                | 8                       | 0                       | 0                       | 35    | 3     | 0      |
| C. A. Rosario Central Argentina  | Total club    | Total club    | 17    | 3     | 0      | 10               | 0                | 0                | 8                       | 0                       | 0                       | 35    | 3     | 0      |
| Royal Antwerp F. C. · Bélgica    | 1.ª           | 2022-23       | 22    | 0     | 1      | 4                | 0                | 0                | —                       | —                       | —                       | 26    | 0     | 1      |
| Royal Antwerp F. C. · Bélgica    | 1.ª           | 2023-24       | 2     | 0     | 1      | 1                | 0                | 0                | —                       | —                       | —                       | 3     | 0     | 1      |
| Royal Antwerp F. C. · Bélgica    | Total club    | Total club    | 24    | 0     | 2      | 5                | 0                | 0                | 0                       | 0                       | 0                       | 29    | 0     | 2      |
| Ajax de Ámsterdam · Países Bajos | 1.ª           | 2023-24       | 5     | 0     | 0      | 1                | 0                | 0                | 2                       | 0                       | 0                       | 8     | 0     | 0      |
| Ajax de Ámsterdam · Países Bajos | Total club    | Total club    | 5     | 0     | 0      | 1                | 0                | 0                | 2                       | 0                       | 0                       | 8     | 0     | 0      |
| Fortaleza E. C. · Brasil         | 1.ª           | 2025          | 7     | 0     | 0      | 6                | 0                | 0                | —                       | —                       | —                       | 13    | 0     | 0      |
| Fortaleza E. C. · Brasil         | Total club    | Total club    | 7     | 0     | 0      | 6                | 0                | 0                | 0                       | 0                       | 0                       | 13    | 0     | 0      |
| Total carrera                    | Total carrera | Total carrera | 55    | 3     | 2      | 30               | 0                | 0                | 12                      | 0                       | 0                       | 97    | 3     | 2      |
| 1. 2.                            |               |               |       |       |        |                  |                  |                  |                         |                         |                         |       |       |        |

## Palmarés

### Campeonatos nacionales
| Título               | Equipo              | País      | Año     |
| -------------------- | ------------------- | --------- | ------- |
| Primera División     | C. A. Boca Juniors  | Argentina | 2019-20 |
| Copa de la Liga      | C. A. Boca Juniors  | Argentina | 2020    |
| Copa de la Liga      | C. A. Boca Juniors  | Argentina | 2022    |
| Copa de Bélgica      | Royal Antwerp F. C. | Bélgica   | 2022-23 |
| Pro League           | Royal Antwerp F. C. | Bélgica   | 2022-23 |
| Supercopa de Bélgica | Royal Antwerp F. C. | Bélgica   | 2023    |